# Canindé (bairro de São Paulo)
Canindé é um tradicional bairro localizado na Região Central da cidade de São Paulo. Pertence ao distrito do Pari, administrado pela Subprefeitura da Mooca. Apesar de sua posição geográfica, é considerado como sendo da Região Administrativa do Sudeste. Famoso por ser o bairro onde está sediada a Associação Portuguesa de Desportos, é considerado um reduto de portugueses. Pelo bairro passam vias importantes, como a Avenida Cruzeiro do Sul e a Marginal Tietê.

## História
A palavra ''Canindé'' se originou do termo tupi kanindé, que significa ''Arara de belas penas azuis escuras''.
O bairro começou a se desenvolver no início do século XX, inicialmente como uma área predominantemente rural, que foi gradualmente urbanizada com a expansão da cidade de São Paulo. Os logradouros do bairro refletem essa transição e a herança cultural da região. O bairro foi fundado em 1856 e era formado por pequenas chácaras.
A ocupação do Canindé se intensificou com a chegada de imigrantes e trabalhadores atraídos pelas oportunidades de emprego nas indústrias e comércios próximos. O loteamento da área seguiu o padrão de urbanização da época, com a construção de moradias populares e pequenos estabelecimentos comerciais, sendo uma vila operária, com a presença de algumas favelas e cortiços. O bairro foi retratado no diário da escritora Carolina de Jesus em seu livro Quarto de Despejo, em que ela narra o seu dia a dia nas comunidades pobres da cidade de São Paulo em meados do século XX. Com o tempo, o bairro se desenvolveu em termos de infraestrutura e serviços, tornando-se uma área residencial e comercial significativa.
A Associação Portuguesa de Desportos, carinhosamente chamada de "Lusa", foi fundada em 14 de agosto de 1920. A Portuguesa tem uma rica história no futebol brasileiro e é um símbolo de orgulho para a comunidade portuguesa em São Paulo. A presença da Portuguesa no bairro do Canindé não apenas promoveu o esporte, mas também ajudou a fortalecer os laços culturais e sociais entre os moradores e a comunidade portuguesa. O Estádio do Canindé, localizado na Marginal Tietê, é um dos marcos mais icônicos do bairro. Adquirido pela Portuguesa em 1956, o estádio foi construído com a ajuda de doações da comunidade portuguesa, que ergueu arquibancadas de madeira em um terreno que era, na época, um brejo. Por isso, o estádio foi apelidado de "Ilha da Madeira". O estádio é um ponto de encontro para torcedores e um local de eventos esportivos e culturais, contribuindo para a vida comunitária e econômica do bairro. 
Historicamente um reduto de imigrantes portugueses, o Canindé hoje abriga uma população diversificada, incluindo muitos imigrantes latinos, especialmente da Bolívia. Essa diversidade é refletida na cultura local, que é uma mistura rica de tradições e influências de várias partes do mundo. A população boliviana em São Paulo cresceu consideravelmente, superando até mesmo a comunidade portuguesa, que historicamente foi uma das maiores na cidade. Este aumento reflete-se em bairros como o Canindé, onde a presença boliviana é notável. Os bolivianos contribuem para a economia local através de pequenos negócios, especialmente no setor têxtil, e enriquecem a vida cultural da cidade com suas tradições e festividades.

## Atualidades
O bairro do Canindé é relativamente extenso e limita-se com os bairros de: Santana, Vila Guilherme, Bom Retiro, Luz, Pari e Brás.  O Canindé é importante para São Paulo por várias razões. Além de ser um centro residencial, o bairro abriga instituições significativas, como o Museu SPTrans dos Transportes Públicos - Gaetano Ferolla, foi inaugurado oficialmente em 20 de março de 1985 o Estádio do Canindé, o Centro Administrativo da Polícia Militar de São Paulo, conhecida como "Panelão", a Escola de Educação Física da Polícia Militar (CCFO), a mais antiga escola do tipo no país, e o Colégio da Polícia Militar do Estado de São Paulo.  Essas instituições desempenham um papel crucial na formação educacional e na segurança pública da cidade. Além disso, a presença do IFSP - Instituto Federal de Educação, Ciência e Tecnologia de São Paulo, uma das instituições de ensino técnico mais respeitadas da cidade, contribui para a educação e formação profissional dos jovens da região.
O bairro faz parte do grande comércio do Brás e Pari com várias lojas de moda e eletrônicos e presentes, a Chamada Galeria Page Brás fica na Rua Hannemann. O bairro é um distrito de compras  populares, especialmente na Avenida Valtier, que é famosa por suas lojas de atacado e varejo. O Shopping D, localizado nas proximidades, é outro ponto de referência para compras, oferecendo uma variedade de lojas e serviços. Essas áreas comerciais atraem visitantes de toda a cidade, contribuindo significativamente para a economia local.
A influência boliviana no bairro é notável, refletindo-se nas feiras de rua e no comércio local. Os bolivianos trouxeram uma rica diversidade cultural para o bairro, celebrada em eventos comunitários e culinária típica. As feiras oferecem uma variedade de produtos, desde roupas a alimentos, e são um ponto de encontro para a comunidade local, promovendo a interação cultural.  A Feira Kantuta localizada nas proximidades do Canindé na Praça Kantuta, é um verdadeiro pedaço da Bolívia em São Paulo, oferecendo uma variedade de produtos típicos, comidas tradicionais e eventos culturais que celebram a herança boliviana. A feira é um espaço onde a cultura boliviana é vivida intensamente, proporcionando aos visitantes uma experiência autêntica. O bairro vem sofrendo uma mudança cultural pela presença de imigrantes vindos de vários países da América do Sul, África e outros. Sua população vem mudando dos tradicionais portugueses, italianos e árabes.
Nos últimos anos, o estádio e o clube da Portuguesa enfrentaram desafios financeiros, mas continuam a ser um ponto de referência cultural e esportivo. A comunidade local e os torcedores da Portuguesa mantêm um forte vínculo com o estádio, que é visto como um refúgio e um símbolo de identidade para muitos.